# 高正
高 正（こう せい、生年不詳 - 1016年）は、遼（契丹）の政治家・軍人。

## 経歴
統和7年（989年）に進士に及第し、枢密直学士に累進した。統和24年（1006年）、正月元旦を祝う使者として北宋に入国した。統和28年（1010年）、聖宗は高麗に親征するに先立って、高正を高麗に派遣して契丹側の意向を伝えさせた。帰国すると、尚書右僕射に転じた。高麗王王詢が契丹に入朝を願い出ると、聖宗はこれを許し、高正に騎兵1000人をつけて派遣して高麗王を迎えさせようとした。途中で高麗の将軍の卓思正に包囲され、衆寡敵せず、高正は麾下の兵士とともに包囲の突破を図ったが、兵士に多くの死傷者を出した。聖宗は軽率に派遣したことを後悔して、高正の罪を問わなかった。
統和29年（1011年）、工部侍郎に転じ、北院枢密副使となった。開泰5年（1016年）、死去した。

## 伝記資料
- 『遼史』巻88 列伝第18